# 1692

## Събития
- 14 септември Диего де Варгас повежда испанските колонисти за възвръщането на град Санта Фе, Ню Мексико след 12-годишно изганничество.